# Cantó d'Avesnes-sur-Helpe-Sud
El cantó d'Avesnes-sur-Helpe-Sud est une divisió administrativa francesa, situat al departament del Nord i la regió dels Alts de França.

## Composició
El cantó d'Avesnes-sur-Helpe-Sud aplega les comunes següents :
- Avesnelles
- Avesnes-sur-Helpe
- Beaurepaire-sur-Sambre
- Boulogne-sur-Helpe
- Cartignies
- Étrœungt
- Floyon
- Grand-Fayt
- Haut-Lieu
- Larouillies
- Marbaix
- Petit-Fayt
- Rainsars
- Sains-du-Nord

## Història
| Date d'elecció                            | Identitat           | Partit        |
| ----------------------------------------- | ------------------- | ------------- |
| 1994-2008                                 | Pierre Naveau       | PS            |
| 2008                                      | Jean-Jacques Anceau | Divers droite |
| Les dades anteriors no són pas conegudes. |                     |               |
|                                           |                     |               |

## Demografia
| 1962 | 1968   | 1975   | 1982   | 1990   | 1999   | 2006   |
| ---- | ------ | ------ | ------ | ------ | ------ | ------ |
| -    | 13.120 | 12.689 | 12.414 | 11.593 | 11.502 | 14.390 |